# Баррем (кантон)
Барре́м (фр. Barrême) — кантон во Франции, находится в регионе Прованс — Альпы — Лазурный Берег, департамент Альпы Верхнего Прованса. Входит в состав округа Динь-ле-Бен.
Код INSEE кантона — 0405. Всего в кантон Баррем входит 8 коммун, из них главной коммуной является Баррем.

## Коммуны кантона
| Коммуна      | Население, чел. (2006) | Почтовый индекс | Код INSEE |
| ------------ | ---------------------- | --------------- | --------- |
| Баррем       | 509                    | 04330           | 04022     |
| Блиё         | 58                     | 04330           | 04030     |
| Клюман       | 172                    | 04330           | 04059     |
| Сене         | 176                    | 04330           | 04204     |
| Сен-Жак      | 54                     | 04330           | 04180     |
| Сен-Льон     | 43                     | 04330           | 04187     |
| Тартон       | 138                    | 04330           | 04214     |
| Шодон-Норант | 145                    | 04330           | 04055     |

## Население
Население кантона на 2008 год составляло 1 272 человека.
| 1962  | 1968  | 1975 | 1982  | 1990  | 1999  | 2006  | 2007  | 2008  |
| ----- | ----- | ---- | ----- | ----- | ----- | ----- | ----- | ----- |
| 1 091 | 1 183 | 979  | 1 004 | 1 110 | 1 119 | 1 295 | 1 284 | 1 272 |